# M18
М18 (NGC 6613) е разсеян звезден куп, съставен от двайсетина звезди, разположен по посока на съзвездието Стрелец. Открит е от Шарл Месие през 1764, който го включва в каталога си същата година.
Купът се населява предимно от звезди от спектрален клас В3, което означава, че е сравнително млад – на възраст около 32 млн. години. Най-ярките от звездите му имат видима звездна величина m=+9.
Намира се на около 4900 св.г., ъгловият му диаметър е около 9', което дава линеен диаметър от около 17 св.г. М18 е разположен между мъглявината Омега (М17) и звездния облак М24.